# Lukas Holste
Lukas Holste, ou sous la forme latinisée Luc Holstenius (ou encore Lucas Holstenius), né en 1596 à Hambourg, mort le 2 février 1661 à Rome, est un humaniste allemand, bibliothécaire de la Bibliothèque vaticane, connu pour ses écrits sur l’histoire et la géographie.

## Biographie
Lukas Holste étudie  d’abord au lycée de Hambourg, puis à l’université de Leyde, aux Pays-Bas, où il rencontre certains des plus fameux érudits de son époque, comme Johannes van Meurs, Daniel Heinsius et Philip Cluverius, qu’il accompagne en 1618 dans des voyages en Italie et Sicile,  ce qui lui donne l’envie d’étudier la géographie. Déçu de n’avoir pu obtenir un poste dans le lycée de sa ville natale, il quitte définitivement l’Allemagne. Il passe d’abord deux ans en Angleterre, à Oxford et à Londres, à partir de 1622, et y rassemble du matériel pour son ouvrage, Geographi Minores. Il se rend ensuite à Paris.
En 1624, il y devient bibliothécaire de Henri de Mesmes, président du Parlement de Paris, ami des frères Pierre et Jacques Dupuy, et correspondant de Peiresc. À cette époque, il se convertit au  catholicisme. Selon certains, c'est son intérêt de longue date pour la philosophie platonicienne qui l’a conduit à lire avidement les Pères de l’Église, tant grecs que latins, en particulier ceux qui traitaient de théologie contemplative et mystique, et finalement à se convertir. D'autres suspectent plutôt un désir d'assurer sa position sociale.
En 1627, il se rend à Rome, et par l’intermédiaire de Peiresc, est admis dans la maison du  cardinal  Francesco Barberini (1597-1679), ancien nonce apostolique  et possesseur de la plus importante bibliothèque privée de Rome. En 1636, Holstenius devient le bibliothécaire du cardinal.
Finalement, sous  le pape Innocent X, il devient l'administrateur de la Bibliothèque vaticane. Les papes successifs le chargent de certaines missions honorifiques, comme celle de porter le chapeau du cardinal au nonce à Varsovie en 1629, ou de recevoir à  Innsbruck, pour le pape Alexandre VII, l’abjuration du protestantisme par  Christine de Suède. Il sert aussi d’intermédiaire lors de la conversion d’un landgrave danois. 
Cependant, Holstenius est surtout occupé par ses études. Il souhaite corriger les erreurs de Clüver et compléter son travail. Il entreprend en particulier un travail d’amendement des cartes de l'Italie ancienne et de l'Italie moderne faites par Ignazio Danti en 1580-83 dans la Galerie des cartes au Vatican.

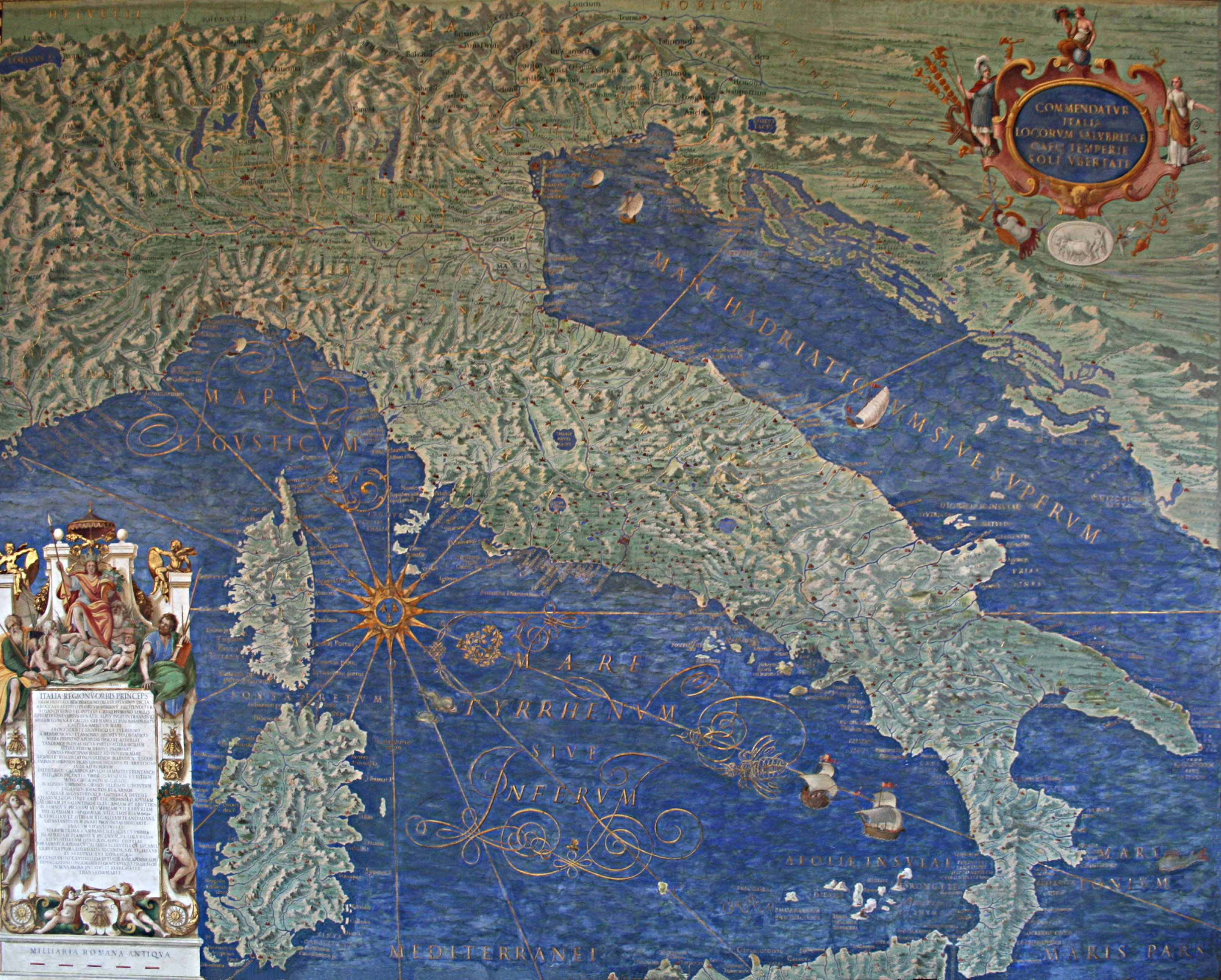
Carte de l’Italie d’Ignazio Danti, retravaillée par Holstenius, Galleria delle carte geografiche, Vatican.

Holstenius souhaite aussi éditer, traduire et commenter les ouvrages des Néoplatoniciens ; rassembler une collection des homélies inédites des Pères de l’Église grecs ; collectionner des inscriptions ; écrire un commentaire critique du texte grec de la Bible ; réunir des documents sur les  monuments et les actes nécessaires afin d’écrire une histoire des papes. Il ne mène pas à bien tous ses projets (en particulier son ouvrage sur les géographes de l'Antiquité reste inachevé), mais ses notes  et ses collections ont été utilisés par divers éditeurs.
Il meurt en 1661 à Rome, léguant ses biens au cardinal Barberini. Il est enterré dans l'église Santa Maria dell'Anima.

## Ouvrages
Les principaux ouvrages publiés par Holstenius sont des notes sur l’Italia antiqua de Cluvier (1624); une édition partielle de Porphyre (1630), avec une dissertation sur sa vie et ses écrits; des notes sur Eusebius contre Hierocles (1628), sur les Dits des Pythagoriciens tardifs (1638), et sur le De diis et mundo du néoplatonicien Salluste (1638); une édition du traité d’Arrien, Cynégétique (1644), et le Codex regularum monasticarum, une collection de règles monastiques (1661).  Il redécouvrit et édita pour la première fois le Liber Diurnus Romanorum Pontificum (journal des pontifes romains), une collection d’anciens formulaires de la chancellerie romaine antique, utilisés dans l’administration de l’Église de Rome, mais cette édition fut immédiatement supprimée par  les censeurs du Vatican (l’un des documents semblant suggérer qu’un pape était capable d’hérésie). 
Certains de ses écrits furent aussi publiés après la mort d’Holstenius :  un recueil sur les synodes et les monuments ecclésiastiques, la Collectio romana bipartita (1662) ; les actes des martyrs Perpétue et Félicité,  Boniface, Andronicus, Probus, et Tarachus (1663); des Notae et castigationes in Stephan Byzantini ethnica (1684).
Il existe enfin des travaux inédits d'Holstenius, comme une traduction en latin de l'homélie d'André de Crète sur l'apôtre Tite, présent dans le manuscrit 510 du fonds Barberinianus grec de la Bibliothèque apostolique vaticane (autrefois numéroté V.6).

## Publications
- Endecasyllabi in nuptias Taddæi Barberini & Annæ Columnæ, Rome, 1627, 1629
- Porphyrii philosophi; liber de vita Pythagorae, ijusdem Sententiae ad intelligibilia ducentes. De antro nympharum quod in Odyssea describitur, Rome, 1630
- Demophili, Democratis, et Secundi, veterum philosophorum Sententiae morales, Rome, 1638
- Epistolae ad diversos, ed. J.F. Boissonade, 1817, une partie de la correspondance d'Holstenius.

## Source
- (en) Cet article est partiellement ou en totalité issu de l’article de Wikipédia en anglais intitulé « Lucas Holstenius » (voir la liste des auteurs).